# روشستر

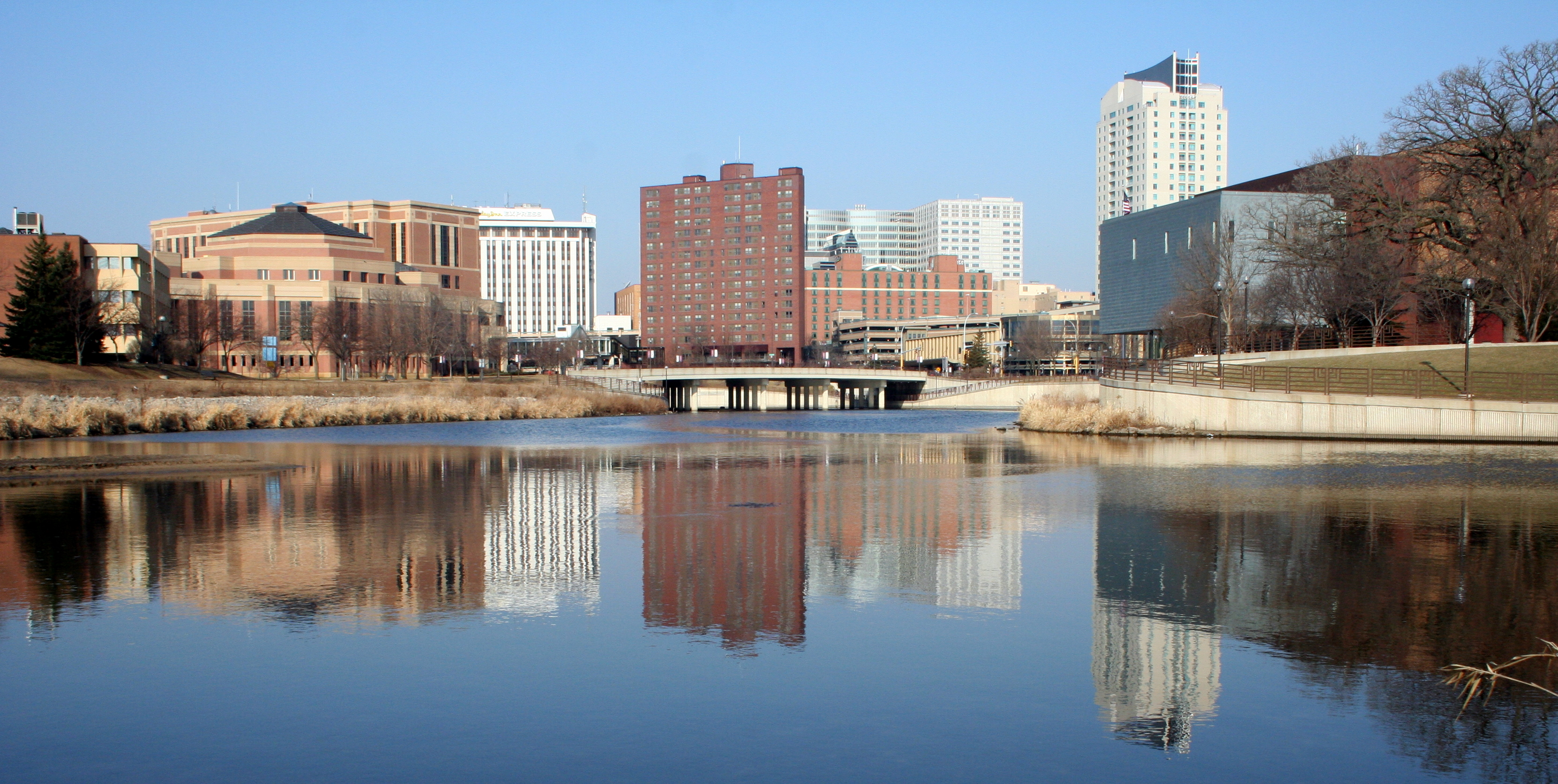
روتشيستر، مينيسوتا.

روتشيستر (بالإنجليزية: Rochester)‏ هي مدينة في ولاية مينيسوتا في الولايات المتحدة الأمريكية، بلغ عدد سكانها في 2009 قرابة 101,659 نسمة.
لعل أبرز مايعرف عن المدينة هو وجود مستشفى مايو كلينيك الذي يعد من أشهر وأهم المستشفيات في العالم. كذلك مرافق لشركة آي بي إم.

## التركيبة السكانية
قام مكتب تعداد الولايات المتحدة بتحديد بيانات التركيبة السكانية لروشستر في تعداد الولايات المتحدة. في ما يلي، التركيبة السكانية حسب تعدادي 2000 و2010.

### تعداد عام 2000
بلغ عدد سكان روتشستر 6,414 نسمة بحسب تعداد عام 2000، وبلغ عدد الأسر 2,757 أسرة وعدد العائلات 1,734 عائلة مقيمة في المدينة.
وتوزع التركيب العرقي للمدينة بنسبة 96.24% من البيض و 0.59% من الأمريكيين الأصليين و 0.84% من الأمريكيين ذوي الأصول الآسيوية و 0.45% من الأمريكيين الأفارقة و 1.01% من عرقين مختلطين أو أكثر.
بلغ عدد الأسر 2,757 أسرة كانت نسبة 26.9% منها لديها أطفال تحت سن الثامنة عشر تعيش معهم، وبلغت نسبة الأزواج القاطنين مع بعضهم البعض 49.5% من أصل المجموع الكلي للأسر، ونسبة 9.4% من الأسر كان لديها معيلات من الإناث دون وجود شريك، وكانت نسبة 37.1% من غير العائلات. تألفت نسبة 32.2% من أصل جميع الأسر من أفراد ونسبة 16.4% كانوا يعيش معهم شخص وحيد يبلغ من العمر 65 عاماً فما فوق. وبلغ متوسط حجم الأسرة المعيشية 2.90، أما متوسط حجم العائلات فبلغ 2.30.
بلغ العمر الوسطي للسكان 40 عاماً. وكانت نسبة 7.8% بين الثامنة عشرة والأربعة وعشرين عاماً، ونسبة 26.5% كانت واقعةً في الفئة العمرية ما بين الخامسة والعشرين والأربعة وأربعين عاماً، ونسبة 22.3% كانت ما بين الخامسة والأربعين والرابعة والستين، ونسبة 19.8% كانت ضمن فئة الخامسة والستين عاماً فما فوق. يوجد لكل 100 أنثى 90.2 ذكر، ويوجد لكل 100 أنثى في الثامنة عشر من عمرها فما فوق 87.3 ذكر.
بلغ متوسط دخل الأسرة في المدينة 33,424 دولار، أما متوسط دخل العائلة فبلغ 41,949 دولار. وكان متوسط دخل الذكور 31,446 دولار مقابل 20,796 دولار للإناث. وسجل دخل الفرد الخاص بالمدينة 18,866 دولار. وكانت نسبة 7.8% من العائلات ونسبة 11.9% من السكان تحت خط الفقر، وكان من هؤلاء نسبة 20.4% تحت سن الثامنة عشر ونسبة 8.2% في الخامسة والستين من العمر وما فوق.

### تعداد عام 2010
بلغ عدد سكان روتشستر 12,711 نسمة بحسب تعداد عام 2010، وبلغ عدد الأسر 5,514 أسرة وعدد العائلات 3,195 عائلة مقيمة في المدينة. في حين سجلت الكثافة السكانية 3,318.8 نسمة لكل ميل مربع (1,281.4/كم2). وبلغ عدد الوحدات السكنية 5,994 وحدة بمتوسط كثافة قدره 1,565.0 لكل ميل مربع (604.2/كم2).
وتوزع التركيب العرقي للمدينة بنسبة 88.6% من البيض و 0.2% من الأمريكيين الأصليين و 5.5% من الأمريكيين ذوي الأصول الآسيوية و 3.7% من الأمريكيين الأفارقة و 1.5% من عرقين مختلطين أو أكثر.
بلغ عدد الأسر 5,514 أسرة كانت نسبة 30.9% منها لديها أطفال تحت سن الثامنة عشر تعيش معهم، وبلغت نسبة الأزواج القاطنين مع بعضهم البعض 47.3% من أصل المجموع الكلي للأسر، ونسبة 7.7% من الأسر كان لديها معيلات من الإناث دون وجود شريك، بينما كانت نسبة 2.9% من الأسر لديها معيلون من الذكور دون وجود شريكة وكانت نسبة 42.1% من غير العائلات. تألفت نسبة 35.5% من أصل جميع الأسر من أفراد ونسبة 8.8% كانوا يعيش معهم شخص وحيد يبلغ من العمر 65 عاماً فما فوق. وبلغ متوسط حجم الأسرة المعيشية 3.09، أما متوسط حجم العائلات فبلغ 2.31.
بلغ العمر الوسطي للسكان 38.3 عاماً. وكانت نسبة 25.1% من القاطنين تحت سن الثامنة عشر، وكانت نسبة 7.6% بين الثامنة عشرة والأربعة وعشرين عاماً، ونسبة 29.4% كانت واقعةً في الفئة العمرية ما بين الخامسة والعشرين والأربعة وأربعين عاماً، ونسبة 26.4% كانت ما بين الخامسة والأربعين والرابعة والستين، ونسبة 11.5% كانت ضمن فئة الخامسة والستين عاماً فما فوق. وتوزع التركيب الجنسي للسكان بنسبة 48.0% ذكور و52.0% إناث.

## وصلات خارجية
- الموقع الرسمي للمدينة